# وارمن هویزن
وارمن هویزن (به هلندی: Warmenhuizen) یک منطقهٔ مسکونی در هلند است که در اسخاخن واقع شده‌است. وارمن هویزن ۵٬۶۰۰ نفر جمعیت دارد.